# Zelenoborski
Zelenoborski (ruso: Зеленобо́рский) es un asentamiento de tipo urbano de Rusia perteneciente al raión de Kandalakcha de la óblast de Múrmansk.
En 2019, la localidad tenía una población de 5467 habitantes. Su territorio, con una población total de 5973 habitantes en 2019, incluye como pedanías las localidades rurales de Lesozavodski y Poyákonda, los pueblos de Kniazhaya Guba y Kovda y los poblados ferroviarios de Kovda y Zhemchuzhnaya.
La localidad fue fundada en 1951 para dar servicio a la construcción de una central hidroeléctrica y en 1952 adoptó el estatus de asentamiento de tipo urbano. Por su ubicación en un entorno forestal de taiga, a partir de 1960 se desarrolló como localidad dedicada a la carpintería.
Se ubica entre el golfo de Kandalakcha y el embalse de Kovdozero, unos 25 km al sur de la capital distrital Kandalakcha sobre la carretera E105 que lleva a Carelia.